# Немировское городище
Немировское городище — многослойный памятник археологии, расположенный на Левобережье Южного Буга, в 10 км от реки и в 4 км юго-восточнее города Немиров Винницкой области Украины.
Является памятником восточноподольского/побужского локального варианта лесостепной культуры скифского времени.
Городище в раннескифский период являлось влиятельным центром (административно-хозяйственным или культовым).
Угасание жизни на городище приблизительно соответствует концу VI — рубежу VI / V вв. до н. э.
Городище представляет собой мощное оборонительное укрепление площадью более 145 га, окружённое огромным валом и рвом более 4 км по периметру.

## История
Территория городища впервые заселена в III тыс. до н. э. племенами трипольской культуры.
Со второй половины VIII в. до н. э. вернувшиеся из Малой Азии царские скифы начинают изгонять киммерийцев из Северного Причерноморья.
В этот же период (I тыс. до н. э.) в бассейне Южного Буга появились скифы-пахари или алазоны (земледельческое скифское племя).
Немировское городище основывается в 740 г. до н. э. (Вахтина М. Ю. Архивная копия от 29 ноября 2014 на Wayback Machine).

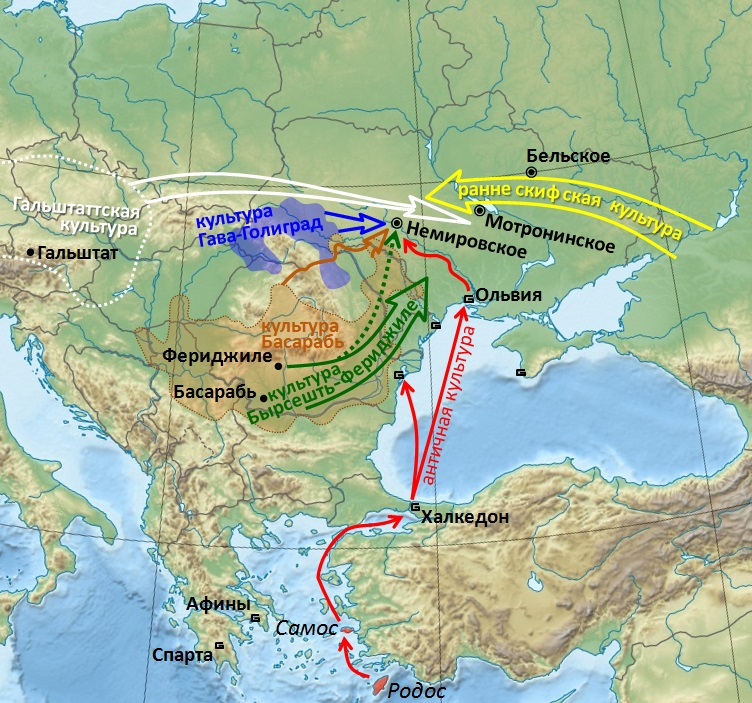
Культурогенез Немировского городища. Ранний железный век.

Культура поселившихся скифов представляла собой позднее Чернолесье.
Так же значительная часть населения городища была голиградской группы (поздний Гава-Голиград) Восточного Прикарпатья (М. И. Артамонов).
Позже, поселение получило ещё три импульса других гальштаттских культур:
- Культура Басарабь (карпато-дунайская культура), чьи носители продвинулись северным путём в лесостепные области Западной и Южной Подолии из внутрикарпатской котловины.
- Культура Бырсешть-Фериджиле (развилась внутри Басарабь), прошедшая между Дунаем и южными Карпатами в бассейн Днестра. Можно говорить лишь о культурном влиянии на Немиров.
- Культура Восточногальштаттского круга Средней Европы. Предполагается, что скифские воины, возвращаясь из дальних походов на запад, приводили с собой захваченных женщин и ремесленников. Так же возможно, что миграция была добровольной — люди шли по проторённым купцами дорогам на восток[1].

Из всех городищ Северного Причерноморья, Немировское городище имело наиболее тесные торговые связи с греческими городами.
Контакт этот прослеживается до середины VII в. до н. э.
Импортировалась посуда с островов Восточного Средиземноморья — Родоса и Самоса.
Эллинские купцы привозили посуду в обмен на пшеницу и мех.
Скифское население в Подолии рано исчезает.
Ещё в начале V в. до н. э. заселённая скифами страна запустела.
Несмотря на грандиозные оборонительные сооружения, оседлое население Подолии не выдержало непрерывных ударов со стороны кочевых скифов и ушло,
скорее всего за Карпаты.
Уличи начали хозяйничать в Побужье, основав в X в. н. э. на территории городища поселение Миров.
В конце X в. н. э. уличи вошли в состав Киевской Руси.
Поселение было полностью разорёно в XIII в. н. э. монголо-татарами.

## Описание

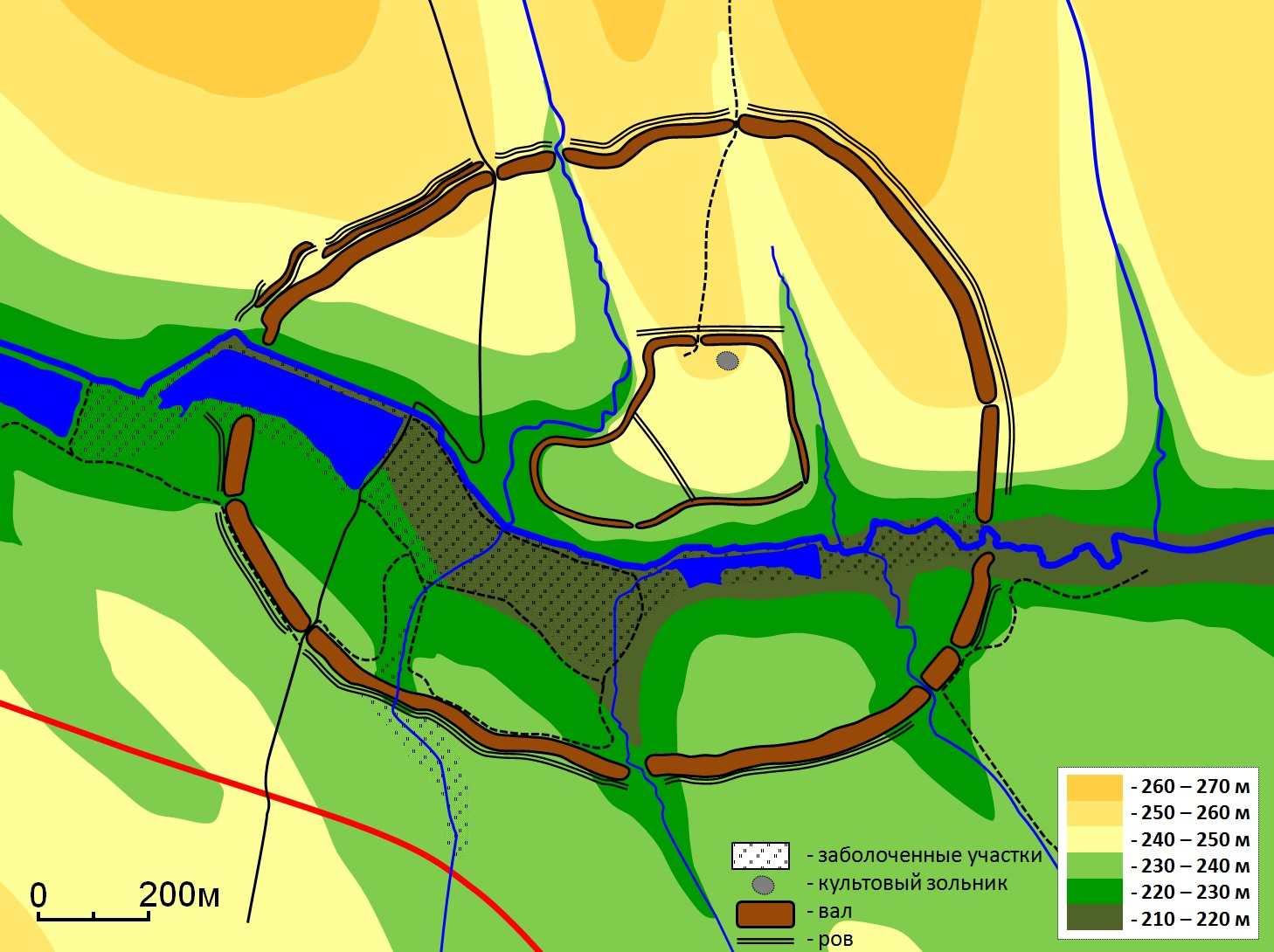
Схема Немировского городища

Городище расположено на обоих берегах небольшой речки.
Очертания близки к овалу: длинная часть до 1,5 км, короткая — до 1,2 км.
Речка протекает с запада на восток и делит городище на две неравные части — северную (2/3) и южную (1/3).
Южная часть болотистая с небольшими холмами.
Северная часть с высоким и обрывистым берегом речки делится двумя оврагами на три участка.
Вал, окружающий городище, прерывается в восьми местах, из которых 6 — для пропуска ручьев и оврагов.
На некоторых участках городище обнесено вторым валом.
Почти в центре городища, на высоком северном берегу речки, находится внутреннее укрепление, которое носит название «Замчиско» (Детинец).
Расположено укрепление на наиболее возвышенной части плато, с востока и запада примыкают овраги, с севера ограждено валом и рвом.
Вдоль оврагов «Замчиско» также укреплено небольшими валами, где склоны оврагов искусственно срезаны.
Высота вала от 5 до 10 м, глубина рва до 7 м.
Основание вала укреплено крупными камнями и брёвнами.
Ширина рва до 26 м по верху и до 10 м по дну.
Угол подъема вала по боевому склону от 45° до 71°.
Валы имеют крутые окончания.
Ширина перерывов до 60 м для пропуска речки, до 30 м для пропуска ручьев и до 10 м в местах въезда на городище.
Перерывы в валу заграждались деревянными сооружениями.
Плотно заселено было только центральное укрепление, «Замчиско».
Остальная часть Немировского городища использовалась для загона скота, а в военное время могла быть убежищем для населения близлежащих поселков.
Застройка «Замчиско» велась планомерно: 7 рядов жилищ, расположенных в «шахматном» порядке.
Жилища Немировского городища представляли собой круглые в плане вместительные полуземлянки, каркасно-столбового типа.
В центре помещения имелся столб для поддержания конической кровли из соломы или тростника.
Стены из вертикально поставленных бревен, обмазанные глиной.
В центре земляного пола располагался открытый глинобитный очаг.
Размеры домов: длина 21 м; ширина 12 м; высота 3 м. Между домами располагались зерновые ямы и зольники.
В зольниках найдено много обломков глиняной посуды, бронзовых украшений, изделий из кости и камня, конская сбруя, выполненные в характерном для скифского искусства зверином стиле (изображение фигур лошадей, скота, зверей, пресмыкающихся и птиц), сельскохозяйственное и бытовое орудия и т. д.
Так же в центральном укреплении находился культовый зольник — связанный, вероятно, с культом домашнего очага, и три захоронения скифского
времени.
Гончарные изделия местных мастеров отличаются высоким качеством и имеют свой художественный стиль.
Миски, горшки, черпаки — имеют совершенную пропорциональную форму, черную вылощенную поверхность, украшенную желобками.
На посуду вручную или штампом наносился орнамент в виде параллельных засечек заполненных белой пастой, что образовывало на черном фоне тонкий
узор.

## Исследования
С 1862 года территория городища находилась во владении графа Григория Строганова, который производил варварские раскопки в поисках ценных предметов для своей коллекции. Также немало было чёрных археологов, искавших мифический клад. Археологические ценности, не интересовавшие горе-археологов, уничтожались.
Первая научная экспедиция под руководством профессора С. С. Гамченко была организована в 1909 г. Следом, в 1910 г., археологические раскопки на городище провёл профессор А. А. Спицын. В предвоенное время 1941 года Г. Д. Смирнов начал новые раскопки городища, но война остановила исследования. В послевоенные годы была организована многолетняя Южно-Подольская экспедиция Ленинградского отделения АН СССР под руководством М. И. Артамонова (1947; 1948; 1955).
в 1966 году организуется экспедиция Харьковского университета под руководством А. А. Моруженко. В конце 80-х годов Валы исследует экспедиция под руководством профессора Винницкого пединститута П. И. Хавлюка. Всего археологи раскопали более 3700 м2, в результате чего были получены материалы и исследованы жилые, хозяйственные и производственные сооружения трех культурных горизонтов — трипольской, скифской и славянской культур.
В изучении полученных материалов участвовали многие специалисты (Кашуба М. Т., Смирнова Г. И., Вахтина М. Ю., Шапиро Ю. Г.), проведённые раскопки заложили хороший фундамент для дальнейших исследований.